# Аталифо, Ли Рой
Ли Рой Аталифо (род. 10 мая 1988, Ротума, Фиджи) — фиджийский регбист. Состоял в сборной Фиджи на чемпионате мира по регби 2015. В 2015 году присоединился к итальянскому клубу «Регби Ровиго Дельта», в 2016 — к новозеландскому клубу «Кентербери».